# Need for Speed
Need for Speed – seria komputerowych gier wyścigowych wydawana przez Electronic Arts na konsole i komputery osobiste. Samochody w grach są licencjonowane, więc dostępne są takie marki jak Lamborghini, Porsche i wiele innych realistycznie odwzorowanych pojazdów. W 2014 odbyła się premiera filmu fabularnego na podstawie serii.

## Lista gier

### Główny cykl
Źródło: Gry-Online
- The Need for Speed (1994)[3]
- Need for Speed II (1997)
- Need for Speed III: Hot Pursuit (1998)
- Need for Speed: Road Challenge (1999)
- Need for Speed: Porsche 2000 (2000)
- Need for Speed: Hot Pursuit 2 (2002)
- Need for Speed: Underground (2003)
- Need for Speed: Underground 2 (2004)
- Need for Speed: Underground Rivals (2005)
- Need for Speed: Most Wanted (2005)
- Need for Speed: Most Wanted 5-1-0 (2005)
- Need for Speed: Carbon (2006)
- Need for Speed: Carbon: Own the City (2006)
- Need for Speed: ProStreet (2007)
- Need for Speed: Undercover (2008)
- Need for Speed: Shift (2009)
- Need for Speed: Nitro (2009)
- Need for Speed: World (2010)
- Need for Speed: Hot Pursuit (2010)
- Shift 2 Unleashed (2011)
- Need for Speed: The Run (2011)
- Need for Speed: Most Wanted (2012)
- Need for Speed: Rivals (2013)
- Need for Speed: No Limits (2015)
- Need for Speed (2015)
- Need for Speed: Payback (2017)
- Need for Speed Heat (2019)
- Need for Speed Hot Pursuit Remastered (2020)
- Need for Speed Unbound (2022)

### Inne
- V-Rally (1997) – w Ameryce jako „Need for Speed: V-Rally”
- V-Rally 2 (1999)
- Motor City Online (2001) – początkowo „Need for Speed: Motor City”
- Need for Speed (2014) – film[4]
- Need for Speed: Edge(inne języki) (2017[5]) – MMO, free-to-play, rynek koreański i chiński[6]. Serwery gry w Korei zostały wyłączone w 2019 roku[7]
- Need for Speed Mobile(inne języki) (2024) – rynek chiński[8]